# Box (comics)
Pour les articles homonymes, voir Box.
Box est un personnage de fiction, super-héros appartenant à l'univers de Marvel Comics, apparu pour la première fois dans Alpha Flight vol.2 no 1 (août 1983).

## Biographie du personnage

### Roger Bochs
Roger Bochs est un brillant ingénieur qui a les jambes amputées à la suite d'un évènement inconnu. Il invente alors un énorme exosquelette baptisé Box et contrôlé à distance par un casque cybernétique, que James Mcdonald Hudson (Guardian) va perfectionner. Hudson recrute Bochs au sein de la Division Gamma, l'équipe d'entraînement de la Division Alpha. Bochs passe dans la Division Beta mais le gouvernement canadien ordonne la dissolution du Département H. Bochs reprend alors sa vie d'ingénieur en Saskatchewan.
Plus tard, il est recruté par Delphine Courtney, pour le compte de Jerome Jaxon, au sein de sa Division Oméga. Ce dernier veut se venger de Hudson. Bochs, fidèle à la Division Alpha, accepte d'entrer dans la Division Oméga, dans l'espoir de les trahir au moment opportun. Mais Jaxon, méfiant, le capture et s'empare du casque de l'armure Box, avec laquelle il affronte Guardian. Il est finalement tué, électrocuté à distance par Guardian, qui s'enflamme peu après. La première armure est disloquée.
Six semaines après ces évènements, Roger Bochs rencontre le mutant Madison Jeffries qui transmute le métal. Le duo perfectionne Box avec un nouveau modèle 2 qui maintenant vole et avec lequel l’opérateur s’intègre au lieu d’utiliser un casque de contrôle: il phase dans le métal vivant, un processus qu’il doit s’assurer de limiter pour ne pas fusionner avec le robot de façon permanente. Roger veut utiliser l'armure pour retrouver Delphine Courtney et tous ceux qui ont participé à la mort de Guardian.
Lors d'une aventure aquatique, Bochs sort un court instant de l'armure, mais la pression est trop importante, et il se voit contraint de rester dans l'armure, comme dans un caisson. Il réussit à sortir grâce au docteur Lionel Jeffries (le frère de Madison qui peut transformer la matière vivante), et récupère santé et des jambes. Et même l'amour d'Aurora qu'il convoitait.
Mais la joie est de courte durée, car avec le retour de Walter Langkowski, Bochs trouve un rival de taille. En pleine nuit, il tente d'enlever Aurora. Il est stoppé par Sasquatch, Puck et Madison Jeffries, qui récupère l'armure. La Division Alpha demande à Lionel Jeffries de l'aider de nouveau, mais ce dernier s'allie se retourne contre son frère qu'il ampute des quatre membre puis s'allie avec Bochs et fusionne avec lui pour devenir Omega. À la fin du combat, Lionel lobotomise Bochs dans son propre corps, Kara Killgrave prend son contrôle et rend ses membres à Madison et c'est lui, dans une armure modifiée de Box, qui détruit l'amalgame.

### Madison Jeffries
Madison Jeffries a utilisé ses capacités de manipulation du métal pour refaçonner la version précédente de Box en une nouvelle version 3 plus malléable et transformable à volonté.
En tant que nouvelle incarnation de Box, Jeffries a pu utiliser ses pouvoirs pour transformer cette version du robot Box en un « couteau suisse » d’armure; il a créé tous les outils dont il avait besoin, qu’il s’agisse d’armes ou de véhicules.
Bien que Jeffries ait conservé un « look » assez uniforme pour son robot (de couleur bordeaux et métal argenté), il changeait parfois l’apparence et la palette de couleurs.

### Boxx
Une nouvelle équipe, la Division Omega, entièrement canadienne, a été constituée à la suite du conflit entre les Vengeurs et les X-Men, composée de Validator, Boxx, Kingdom et Wendigo.
Le Département H a envoyé ces agents pour enquêter sur les retombées d’une des bombes d’Ex Nihilo qui avait atterri à Regina, au Canada. Tous les membres de cette équipe ont été tués peu après par des organismes hostiles qui avaient évolué dans la région, à l’exception de Validator, qui a elle-même évolué vers une nouvelle forme.
Boxx est une armure robotique nommée d’après Box, nom de code donné à plusieurs membres précédents de la Division Alpha; sa connexion avec le Box original, Roger Bochs - s’il y en a un - est inconnu.

## Pouvoirs et capacités
- Au début, l'armure était contrôlée par un casque et ne pouvait voler. Seules quelques personnes ont pu se servir de cette armure (Roger Bochs et Jerome Jaxon, pour la première version. Bochs, Langowski et Jeffries pour la seconde).
- La seconde armure Box modèle 2 est construite avec un alliage spécial, permettant à son utilisateur de passer au travers et de fusionner avec le métal. La durée maximale de cette utilisation est limitée à quelques heures, sous peine de rester piégé à l'intérieur. Les dégâts infligés à l'armure sont ressentis par l'utilisateur.
- La première version pouvait soulever 40 tonnes, mais la deuxième fut améliorée, pour pouvoir porter 85 tonnes. L'armure, pesant près de 230 kg, était très résistante.
- La seconde armure est équipée de jet-boots pouvant la propulser dans les airs et de nombreux outils, comme un radar, une radio, un scanner multi-spectre et un ordinateur.
- Madison Jeffries prit le contrôle de l'armure modèle 2 juste avant la mort de Bochs. Son pouvoir de transmutation du métal lui permet de modifier à volonté la taille et la forme de l'armure.